# Geographische Gesellschaft München
Die Geographische Gesellschaft München e. V. ist ein gemeinnütziger wissenschaftlicher Verein zur Förderung der Geographie im Allgemeinen und der bayerischen Landeskunde im Speziellen. Sitz des Vereins ist das Department für Geographie an der Ludwig-Maximilians-Universität München. Der Verein war Herausgeber der Mitteilungen der Geographischen Gesellschaft München, bis die Reihe mit Band 90 im Jahr 2008 eingestellt wurde.
Vorsitzender von 2000 bis 2014 war Otfried Baume. Von 2014 bis 2016 hatte Carola Küfmann den Vorsitz inne, 2016 übernahm Otfried Baume erneut diesen Posten.
Der Verein wurde 1869 unter dem Protektorat des regierenden Königshauses in München gegründet. Sie ist die älteste der drei Geographischen Gesellschaften in Bayern und war die fünfte Geographische Gesellschaft in Mitteleuropa überhaupt. Zu Beginn des Jahres 2011 hatte die Gesellschaft 497 Mitglieder.
Der Verein besitzt eine eigene Jugendorganisation namens "Junge Geographen München".

## Bekannte Mitglieder
- Gottfried Merzbacher (1843–1926), Geograph, Alpinist, Forschungsreisender
- Wilhelm Götz (1844–1911), Gefängnispfarrer, Lehrer und Geograph
- Erich von Drygalski (1865–1949), Polarforscher
- Uwe Rust (1940–2012), Geograph
- Günter Heinritz, Geograph, Politiker, Ehrenpräsident der Deutschen Gesellschaft für Geographie
- Therese von Bayern (1850–1925), Ethnologin, Zoologin, Botanikerin und Reiseschriftstellerin